# (35990) 1999 NG10
1999 NG10 (asteroide 35990) é um asteroide da cintura principal. Possui uma excentricidade de 0.11626250 e uma inclinação de 11.46714º.
Este asteroide foi descoberto no dia 13 de julho de 1999 por LINEAR em Socorro.